# Neubrück

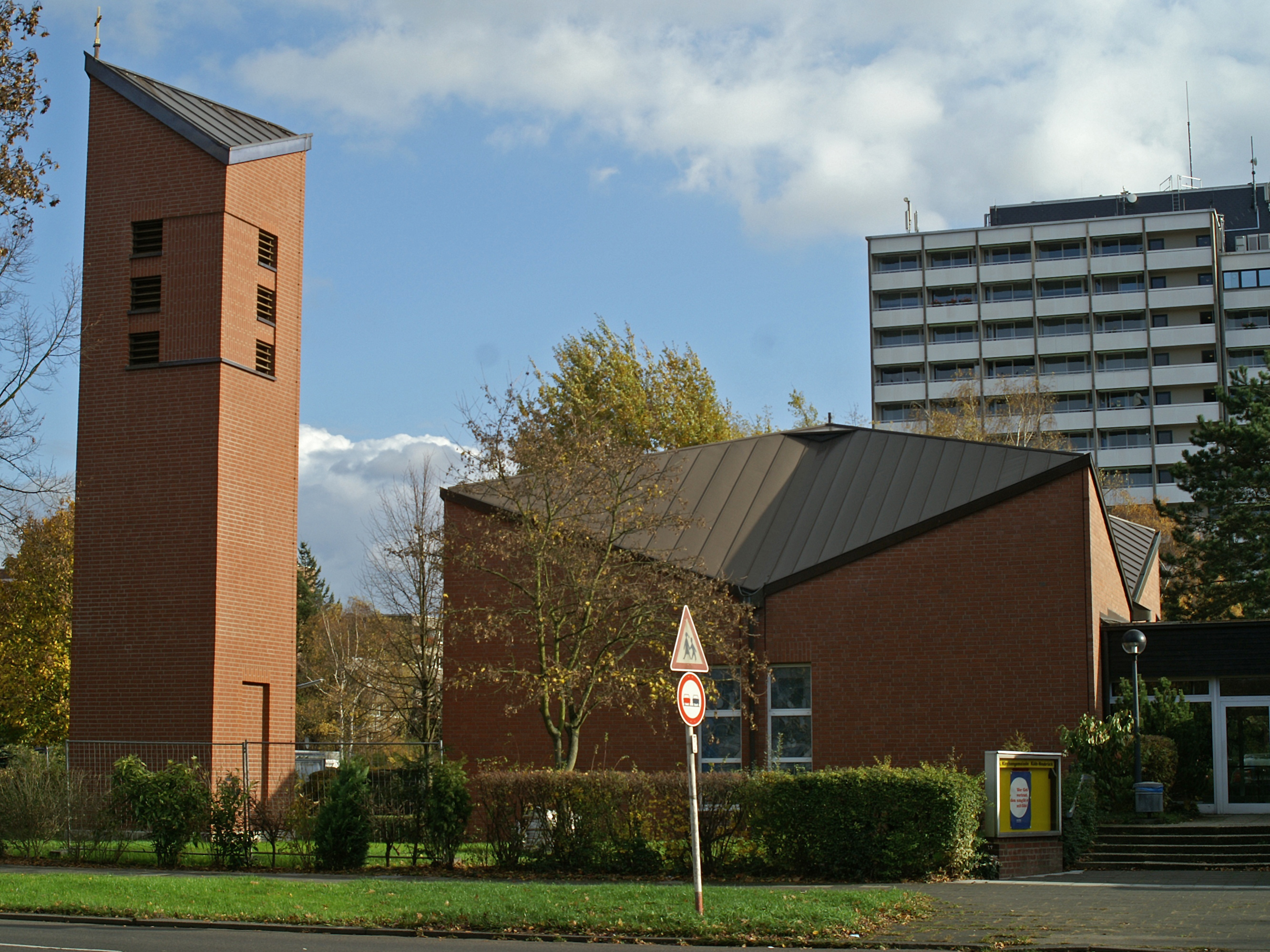
Koeln-Neubrueck Trinitatiskirche

Neubrück, Köln-Neubrück es un distrito de la ciudad de Colonia en Alemania, en el distrito administrativo de Kalk, en el estado de Renania del Norte-Westfalia, en la margen derecha del Rin. La ciudad tenía una población de alrededor de 9.000 personas en 2021 y cubre un área de aproximadamente 1,1 kilómetros cuadrados.